# Сен-Жан-де-Марсель
Сен-Жан-де-Марсе́ль (фр. Saint-Jean-de-Marcel, окс. Sant Joan de Marcelh) — коммуна во Франции, находится в регионе Юг — Пиренеи. Департамент — Тарн. Входит в состав кантона Кармо-1 Ле-Сегала. Округ коммуны — Альби.
Код INSEE коммуны — 81254.

## География

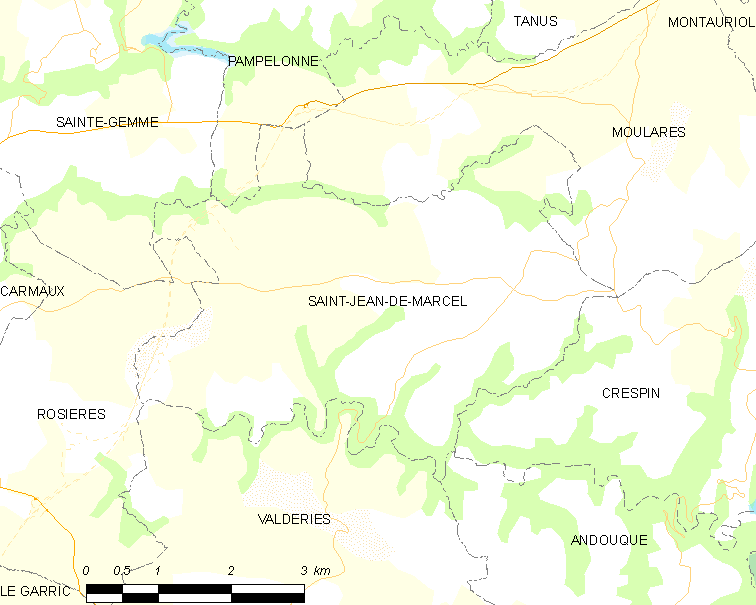
Карта коммуны

Коммуна расположена приблизительно в 540 км к югу от Парижа, в 85 км северо-восточнее Тулузы, в 17 км к северо-востоку от Альби.
На юге коммуны протекает река Серу.

## Климат
Климат умеренно-океанический. Зима мягкая и дождливая, лето жаркое с частыми грозами. Ветры довольно редки.

## Население
Население коммуны на 2010 год составляло 367 человек.
| 1962 | 1968 | 1975 | 1982 | 1990 | 1999 | 2010 |
| ---- | ---- | ---- | ---- | ---- | ---- | ---- |
| 519  | 444  | 412  | 371  | 361  | 329  | 367  |

## Администрация
| Период | Период | Фамилия       | Партия | Примечания |
| ------ | ------ | ------------- | ------ | ---------- |
| 2001   | 2008   | Робер Андуар  |        |            |
| 2008   | 2020   | Йанник Гомбер |        |            |

## Экономика
В 2007 году среди 188 человек в трудоспособном возрасте (15—64 лет) 135 были экономически активными, 53 — неактивными (показатель активности — 71,8 %, в 1999 году было 61,1 %). Из 135 активных работали 117 человек (65 мужчин и 52 женщины), безработных было 18 (7 мужчин и 11 женщин). Среди 53 неактивных 9 человек были учениками или студентами, 25 — пенсионерами, 19 были неактивными по другим причинам.